# Morze Czarne
Morze Czarne (w starożytności: gr. Εύξεινος Πόντος, łac. Pontus Euxinus, „Morze Gościnne”, „Morze Przyjazne”) – morze śródlądowe rozciągające się pomiędzy Azją Mniejszą na południu, Kaukazem na wschodzie, Niziną Wschodnioeuropejską na północy i Półwyspem Bałkańskim na zachodzie. Wchodzi w skład systemu oceanicznego Oceanu Atlantyckiego.

## Historia
Nazwa pochodzi od siarczków (morze jest największym na świecie zbiornikiem wody beztlenowej) barwiących wodę na czarno.
Morze Czarne jest geologicznie młodym tworem. Prawdopodobnie jest pozostałością po wielkim Morzu Sarmackim. Pod koniec zlodowacenia północnopolskiego, kiedy połączenie z Morzem Śródziemnym było przerwane, na miejscu obecnego Morza Czarnego było słodkowodne jezioro zasilane wodami z topniejącego lądolodu. Być może ok. 12 000 lat p.n.e. część wód z tego jeziora przelewała się doliną rzeki Sakarya do Morza Marmara. Później, z powodu ponownego oziębienia ziemskiego klimatu w młodszym dryasie, na południu Europy zapanował klimat suchy i jezioro częściowo wyschło. Około roku 5600 p.n.e. naturalna zapora w rejonie Bosforu została przerwana.
Według hipotezy Ryana-Pitmana opowieści o wielkim potopie występujące w wielu kulturach (między innymi w Biblii) są związane z przełamaniem skał blokujących przejście między Morzem Śródziemnym a Morzem Czarnym, przelaniem się wód i zatopieniem dużej połaci lądu.

## Geografia
Morze jest połączone cieśninami Bosfor i Dardanele z Morzem Śródziemnym, północna część oddzielona przez Półwysep Krymski nosi odrębną nazwę: Morze Azowskie, łączy je Cieśnina Kerczeńska.
Powierzchnia wynosi 422 000 km² (razem z Morzem Azowskim 461 000 km²), objętość 555 000 km³, średnia głębokość 1315 m, maksymalna głębokość 2211 m, rozciągłość równoleżnikowa 1150 km, a południkowa 580 km.
Południowo-wschodnie, południowe i zachodnie wybrzeża są strome, natomiast północne są płaskie i zapiaszczone, więc również trudno dostępne, wyjątek stanowi Półwysep Krymski. Linia brzegowa jest mało urozmaicona, tylko północne wybrzeża są nieco bardziej porzeźbione, jest tam szereg małych zatok oraz utworzonych przez rzeki limanów będących charakterystyczną cechą tych wybrzeży.
Największe zatoki Morza Czarnego to: Jahorłycka, Tendrowska, Dżaryłgacka, Karkinicka, Kalamicka, Teodozyjska, Warneńska, Burgaska, Synopska, Samsuńska, Cemecka.
Największe rzeki, ponad 500 km, wpadające do Morza Czarnego to: Boh, Dniepr, Dniestr, Don, Dunaj, Kizilirmak, Kubań, Sakarya.
Temperatura wody 22–25 °C latem, 6–11 °C zimą (na północy poniżej 0 °C). Prądy morskie dwojakiego rodzaju, jedne z nich są spowodowane wymianą wody z Morzem Marmara, drugie to prądy dryfowe spowodowane cyklonalnym układem wiatrów. Klimat kontynentalny.
Zasolenie przy powierzchni wynosi 17–18‰, przy ujściach rzek 3–9‰, przy dnie wzrasta do 22,5‰. Różnicę zasolenia na powierzchni i w głębinach podtrzymuje wymiana wody z Morzem Śródziemnym. Z powodu różnic w zasoleniu wody powierzchniowe nie mieszają się z głębinowymi, co skutkuje niskim poziomem tlenu i występowaniem siarkowodoru, to zaś przekłada się na stosunkowo ubogą faunę. W Morzu Czarnym zamieszkuje około 2500 gatunków zwierząt (dla porównania w Morzu Śródziemnym żyje ich około 9000 gatunków), w tym 500 gatunków organizmów jednokomórkowych, około 200 gatunków kręgowców – ryb i ssaków, 500 gatunków skorupiaków, 200 gatunków mięczaków, reszta to bezkręgowce różnych gatunków). Rybołówstwo w związku z tym jest słabo rozwinięte, rocznie łowi się około 100 000 ton ryb, głównie: sardeli, ostroboka, makreli. Liczne są rodzaje fauny aklimatyzowane w morzu dzięki człowiekowi, które często są poważnym zagrożeniem dla miejscowych ekosystemów. Do takich gatunków inwazyjnych należy np. drapieżny ślimak rapana. W północno-zachodniej części występują złoża ropy naftowej.
Do ważniejszych portów należą: Konstanca w Rumunii, Burgas i Warna w Bułgarii, Noworosyjsk w Rosji, Odessa na Ukrainie, Poti w Gruzji, Trabzon i Samsun w Turcji.
Obecnie Morze Czarne nie odgrywa wielkiej roli komunikacyjnej, jednak w starożytności prowadziły nim różne szlaki kupieckie, między innymi sprowadzano bursztyn znad Morza Bałtyckiego. Znalazło to odzwierciedlenie w mitach i legendach, najbardziej znane z nich to wyprawa po złote runo, które miało się znajdować w jednej z krain leżących na wschodzie Morza Czarnego, oraz o Amazonkach, które według mitu zamieszkiwały także nad Morzem Czarnym.
Turystyka na wybrzeżach Rumunii, Bułgarii i Krymu jest dobrze rozwinięta, znajdują się tam liczne uzdrowiska i kąpieliska o międzynarodowym znaczeniu.

## Galeria

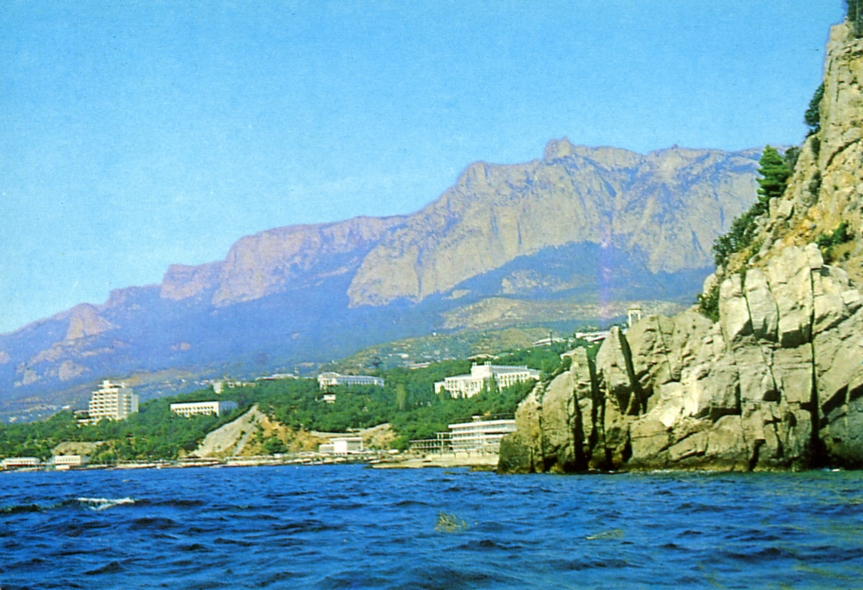
Południowe wybrzeże Krymu
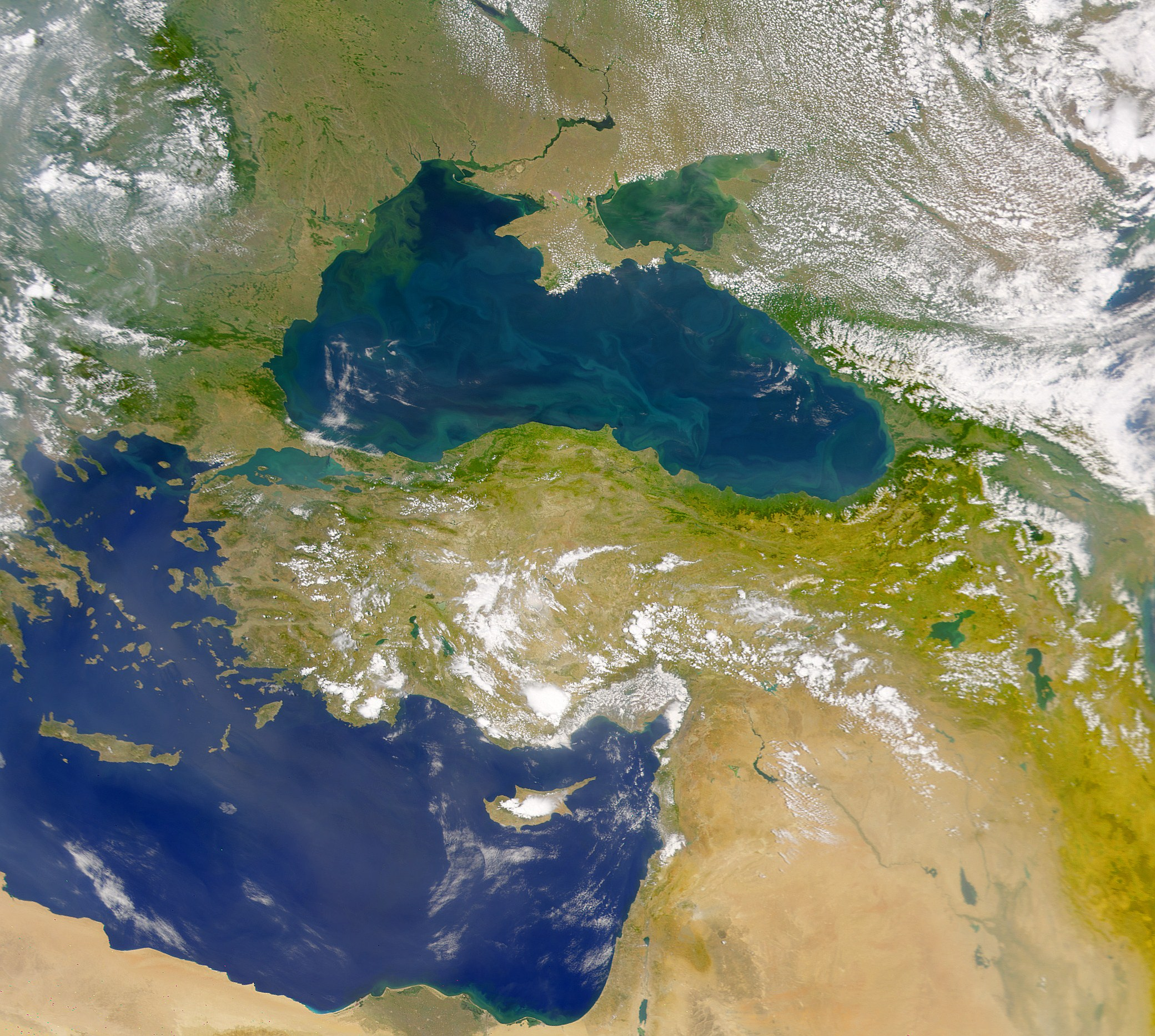
Zdjęcie satelitarne Morza Czarnego
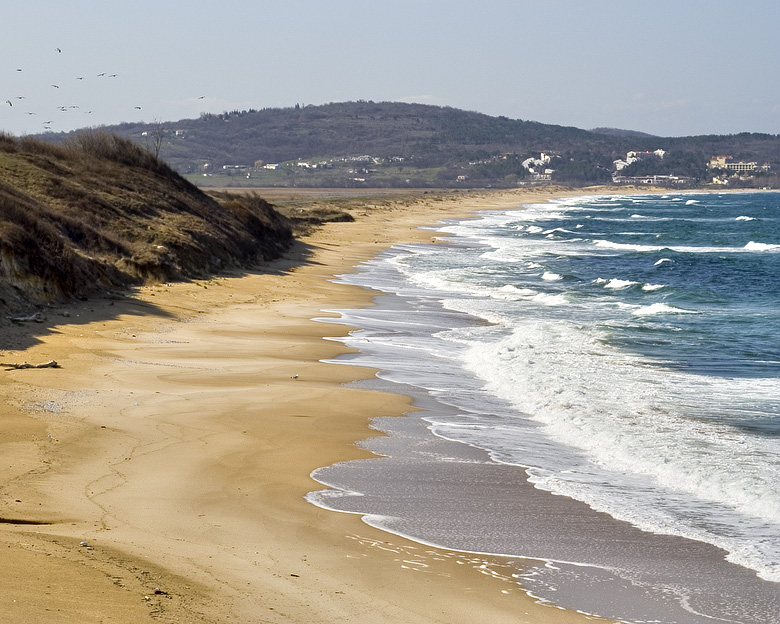
Bułgarskie wybrzeże Morza Czarnego